# Біґ-біт (рок-музика)
Біґ-біт — напрям у рок-музиці 1960–70-х років, також званий мерсібіт (англ. merseybeat) для гуртів з Ліверпуля поруч з річкою Мерсі або брамбіт (англ. Brumbeat) для гуртів з Бірмінгема — це жанр  рок-музики, що зародився у Великій Британії на початку 1960-х.

## Особливості
Біт-музика являє собою сплав рок-н-ролу, ду-вопу, скіффлу, ритм-н-блюзу і соулу, і фактично є передвісником року. У музиці домінує, як правило, чиста гітара, сильний і гармонійний вокал, чітка партія ритм-секції (бас-гітари та ударних інструментів). Пісні в основному мають мотив, котрий легко запам'ятовується.  
Однак, ця музика має мало спільного з бітниками (літературним рухом 1950-х).
У Радянському Союзі яскравим виконавцем біґ-біту була група Інтеграл, що виникла у 1962 році і яка перетворилася на біт-групу в 1965 році.
Стиль був дуже популярним у 1960-х та на початку сімдесятих серед молоді, пізніше витіснений іншими стилями рок-музики. Представниками біґ-біту були в ранній період творчості The Beatles. Біґбітові треки характеризується простою мелодією, простими текстами та досить швидким ритмом.
В Україні першим біґ-бітовим гуртом став ВІА «Смерічка», заснований Левком Дутківським.

## Представники
- The Beatles
- The Spencer Davis Group
- Gerry and the Pacemakers
- The Searchers
- The Merseybeats
- The Undertakers
- Rory Storm and the Hurricanes
- The Swinging Blue Jeans
- The Fourmost
- The Big Three
- Billy J Kramer
- The Dakotas
- Freddie and the Dreamers
- Herman's Hermits
- The Hollies
- Brian Poole and the Tremeloes
- The Dave Clark Five
- The Zombies
- The Yardbirds
- The Who

### Відомі радянські виконавці біт-музики
- Інтеграл
- Весёлые ребята
- Браво
- Секрет
- Сокіл

### В Україні
- ВІА «Арніка»
- ВІА «Смерічка»